# Фьюме-Венето
Фью́ме-Ве́нето (итал. Fiume Veneto) — коммуна в Италии, располагается в регионе Фриули-Венеция-Джулия, в провинции Порденоне.
Население составляет 11 081 человек (2008 г.), плотность населения составляет 309 чел./км². Занимает площадь 36 км². Почтовый индекс — 33080. Телефонный код — 0434.
Покровителем коммуны почитается святитель Николай Мирликийский, чудотворец, празднование 6 декабря.

## Демография
Динамика населения:

## Администрация коммуны
- Официальный сайт: http://www.comune.fiumeveneto.pn.it/